# Isak Hien
Isak Hien (Estocolmo, 13 de janeiro de 1999) é um jogador de futebol profissional sueco que joga como zagueiro ou lateral-direito na Atalanta e na Seleção Sueca.

## Carreira

### Início de Carreira
Hien jogou futebol juvenil pelo AIK, onde jogou ao lado dos futuros jogadores profissionais Alexander Isak e Leopold Wahlstedt. Em 2016, assinou com o Vasalunds, com quem fez sua estreia profissional no Campeonato Sueco em 2017. Até os 21 anos, atuou principalmente como atacante, mas foi convencido a mudar para zagueiro e floresceu nessa nova posição.

### Djurgårdens
Em 2021, ele assinou com o Djurgårdens antes de voltar ao Vasalunds por empréstimo durante a temporada de 2020–21 da Segunda Divisão Sueca. Durante a temporada de 2021–22, Hien disputou 17 partidas e marcou dois gols no Campeonato Sueco antes de ser contratado pelo Hellas Verona, do Campeonato Italiano - Série A.

### Hellas Verona
Em 27 de agosto de 2022, Hien ingressou no clube italiano Hellas Verona em definitivo, assinando um contrato de quatro anos.

### Atalanta
Em 2 de janeiro de 2024, Hien ingressou na Atalanta, da Campeonato Italiano - Série A, assinando contrato até junho de 2028. A transferência exigiu uma taxa de € 9 milhões.

## Seleção Sueca
Em 14 de setembro de 2022, Hien foi selecionado para a Seleção Sueca pela primeira vez, antes dos jogos da Liga das Nações da UEFA B de 2022–23, contra a Sérvia e a Eslovênia. Em 24 de setembro de 2022, ele fez sua estreia na derrota por 4 a 1 contra a Sérvia, jogando os 90 minutos completos como zagueiro ao lado do capitão da seleção, Victor Lindelöf.

## Vida Pessoal
A mãe de Hien é sueca, enquanto seu pai nasceu em Gana, filho de pais de Burkina Faso.

## Títulos
Atalanta
- Liga Europa da UEFA: 2023–24